# Will Smith
Willard Carroll "Will" Smith Jr., född 25 september 1968 i Philadelphia i Pennsylvania, är en amerikansk skådespelare, rappare och filmproducent. Han tillhör det fåtal i Hollywood som varit kommersiellt framgångsrik i flera grenar inom underhållning, i hans fall film, tv och musik. Han slog igenom som rappare 1985 med artistnamnet The Fresh Prince i gruppen DJ Jazzy Jeff & The Fresh Prince. Han fortsatte som skådespelare i tv-serien Fresh Prince i Bel-Air (1990–1996) men även i filmerna Bad Boys (1995) och Bad Boys II (2003). För filmerna Ali (2001) och Jakten på lycka (2006) Oscarnominerades han för bästa manliga huvudroll och på Oscarsgalan 2022 vann han för den kategorin för filmen King Richard (2021).

## Biografi
Will Smith föddes i Philadelphia i delstaten Pennsylvania där han även växte upp. Han fick sitt smeknamn "Fresh Prince" redan i high school. Han tog examen vid Overbrook High School och beslöt sig för att hoppa över college och fortsätta karriären som MC, en karriär han redan hade börjat med.
Smith började i hiphopduon DJ Jazzy Jeff & The Fresh Prince, där hans barndomsvän Jeffrey "DJ Jazzy Jeff" Townes var turntablist och producent. Duon blev känd för att sända humoristiska, radiovänliga sånger, som till exempel Parents Just Don't Understand och Summertime. Gruppen vann den första Grammy som delats ut till en hiphopgrupp 1988. 
Smith hade dålig ekonomi och blev nästan ruinerad i början av 1990-talet, men NBC skrev kontrakt med honom för en situationskomedi, The Fresh Prince of Bel-Air. TV-serien blev lyckad och startade hans skådespelarkarriär.
Även om Smith spelade en viktig roll i sin debutfilm Six Degrees of Separation och spelade in The Fresh Prince of Bel-Air  så tog hans skådespelarkarriär inte fart förrän hans roll i filmen Bad Boys (1995) där han spelade mot Martin Lawrence.
När The Fresh Prince of Bel-Air slutade spela 1996 började Smith en framgångsrik solokarriär inom musiken samtidigt som han spelade in TV-serier och filmer. De två första filmerna blev stora succéer; Independence Day (1996), där han spelar en orädd stridspilot, och Men in Black (1997) där han spelar den komiska Agent J mot Tommy Lee Jones. Filmen fick mycket bra kritik och Smith fick ryktet som en pålitlig stjärna som kunde spela över åldrar, hudfärg och kön.
Smith fick en lång rad huvudroller i filmer som Enemy of the State, Wild Wild West, I Am Legend, I, Robot och Hitch samt succéuppföljarna Men in Black II och Bad Boys II. Smith nominerades även för en Oscar för bästa manliga huvudroll som Muhammad Ali i 'Ali 2001 och som fadern i Jakten på lycka 2006. Det är anmärkningsvärt att nästan alla de närmare tjugo filmer där Smith medverkat dragit in minst 100 miljoner dollar i USA. Totalt har hans filmer spelat in 2 miljarder dollar i USA och 2,4 miljarder utanför USA, vilket ger en totalsumma som bara en handfull Hollywood-skådespelare (exempelvis Harrison Ford, Morgan Freeman, Tom Hanks och Tom Cruise) kan mäta sig med.

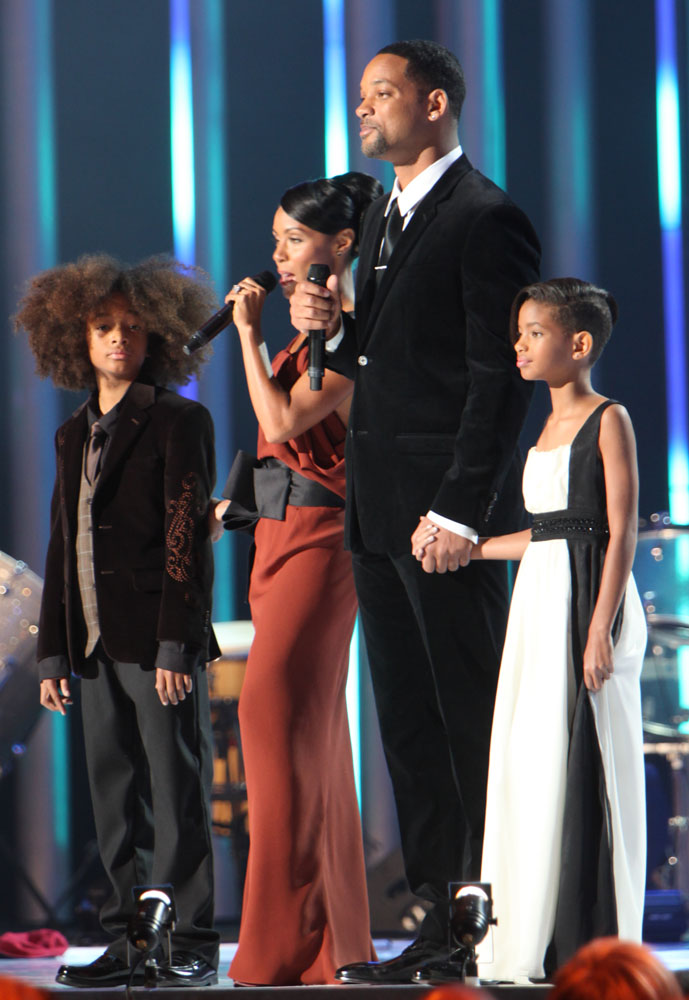
Will Smith med familj på Nobels fredspris-konsert 2009.

Smith har även släppt flera hitsinglar, som ofta kommer i samband med hans filmer. Hans två första album sålde platina, men hans tredje var en misslyckade om man jämför med de två tidigare i försäljningsantal. Efter ha släppt ett samlingsalbum som det knappt gjordes någon reklam för alls så bröts kontraktet med hans skivbolag, Columbia Records. Han skrev ett nytt kontrakt med Interscope Records och släppte albumet Lost & Found 2005 som blev framgångsrikt. Switch var en hitsingel från skivan och stannade på hitlistorna i USA i månader.
Den 2 juli 2005 var Smith programledare för Live 8-konserten i sin hemstad Philadelphia inför en stor publik, och uppträdde senare med DJ Jazzy Jeff.
Smith gifte sig med Sheree Zampino 1992 och skilde sig 1995. De har en son tillsammans, Willard Carroll "Trey" Smith III. Smith gifte sig med skådespelerskan Jada Pinkett 1997. De har två barn tillsammans - Jaden Christopher Syre och Willow Camille Reign, födda 1998 respektive 2000. Tillsammans med sin bror Harry Smith äger han Treyball Development Inc., ett företag i Beverly Hills. Smith har även rankats som en av de 40 rikaste personerna i Amerika som är under 40 år, av tidningen Fortune Magazine.
Will Smith medverkade tillsammans med sin son Jaden Smith i filmen Jakten på lycka som gick upp på biograferna den 15 december 2006. Han medverkade även i I Am Legend som visades på biografer den 14 december 2007 i USA och i filmen Hancock som kom sommaren 2008. Han hade också en roll i filmen Seven Pounds från 2008. I Men in Black 3 som kom 2012 spelade han åter Agent J. Tillsammans med sin son Jaden medverkade han i filmen After Earth som hade premiär 2013.
Under den 94:e Oscarsgalan den 27 mars 2022 skämtade komikern Chris Rock om Jada Pinkett Smiths rakade huvud, som han jämförde med Demi Moores i G.I. Jane. Smith gick fram till scenen och gav Rock en örfil. Han återvände sedan till sin plats och sa till Rock två gånger att "håll min frus namn borta från din jävla mun!"  När han senare tog emot priset för bästa manliga huvudroll för filmen King Richard bad Smith om ursäkt till akademin och de andra nominerade, men inte till Rock. Will Smith bad Chris Rock om ursäkt på sitt Instagram 29 mars 2022.. Efter incidenten har Will Smith självmant dragit sig ur akademien där han varit verksam. Efter en utredning mot Smith har Oscarsakademins disciplinnämnd bestämt att Smith är portad från galan i tio år. Han kan dock fortfarande bli nominerad/vinna en Oscar ifall han blir vald.

## Privatliv
År 1992 gifte sig Smith med Sheree Zampino. Deras son "Trey" Smith föddes den 11 november 1992. År 1995 skilde de sig.
Smith gifte sig med skådespelerskan Jada Pinkett Smith under 1997. Tillsammans har de två barn: Jaden Smith (född 1998) och Willow Smith (född 2000). Sedan 2016 har dock Will Smith och Jada Pinkett Smith levt som separerade, men fortsatt att vara juridiskt gifta.

## Diskografi

### Album
| Titel                                                                               | Fakta                                                                   | Högsta positioner | Högsta positioner | Högsta positioner | Högsta positioner | Högsta positioner | Högsta positioner | Högsta positioner | Högsta positioner | Högsta positioner | Högsta positioner | Certifikat                                                            |
| Titel                                                                               | Fakta                                                                   | US                | US R&B            | US Rap            | AUS               | CAN               | NL                | NOR               | NZ                | SWE               | UK                | Certifikat                                                            |
| ----------------------------------------------------------------------------------- | ----------------------------------------------------------------------- | ----------------- | ----------------- | ----------------- | ----------------- | ----------------- | ----------------- | ----------------- | ----------------- | ----------------- | ----------------- | --------------------------------------------------------------------- |
| Big Willie Style                                                                    | - Utgivning: 25 november 1997 - Utgivare: Columbia - Format: CD, CS, LP | 8                 | 9                 | *                 | 26                | 14                | 9                 | 8                 | 17                | 10                | 9                 | - RIAA: 9× Platinum - ARIA: Gold - BPI: 2× Platinum - MC: 6× Platinum |
| Willennium                                                                          | - Utgivning: 16 november 1999 - Utgivare: Columbia - Format: CD, CS, LP | 5                 | 8                 | *                 | 27                | 6                 | 26                | 24                | 28                | 35                | 10                | - RIAA: 2× Platinum - ARIA: Gold - BPI: Platinum - MC: 2× Platinum    |
| Born to Reign                                                                       | - Utgivning: 25 juni 2002 - Utgivare: Columbia - Format: CD, CS, LP     | 13                | 13                | *                 | —                 | —                 | —                 | —                 | 39                | —                 | 24                | - RIAA: Gold                                                          |
| Lost and Found                                                                      | - Utgivning: 29 mars 2005 - Utgivare: Interscope - Format: CD, LP       | 6                 | 4                 | 3                 | —                 | 8                 | 76                | —                 | —                 | —                 | 15                | - RIAA: Gold - BPI: Silver                                            |
| "—" betecknar en inspelning som ej har kartlagts eller släppts till ett visst land. |                                                                         |                   |                   |                   |                   |                   |                   |                   |                   |                   |                   |                                                                       |

### Samlingsalbum
| Titel         | Fakta                                                               |
| ------------- | ------------------------------------------------------------------- |
| Greatest Hits | - Utgivelse: 26 november 2002 - Utgivare: Columbia - Format: CD, CS |

### Singlar
| Titel                                                                               | År   | Högsta positioner | Högsta positioner | Högsta positioner | Högsta positioner | Högsta positioner | Högsta positioner | Högsta positioner | Högsta positioner | Högsta positioner | Högsta positioner | Certifikat                                                 | Album                                      |
| Titel                                                                               | År   | US                | US Pop            | US R&B            | AUS               | CAN               | NL                | NOR               | NZ                | SWE               | UK                | Certifikat                                                 | Album                                      |
| ----------------------------------------------------------------------------------- | ---- | ----------------- | ----------------- | ----------------- | ----------------- | ----------------- | ----------------- | ----------------- | ----------------- | ----------------- | ----------------- | ---------------------------------------------------------- | ------------------------------------------ |
| "Men in Black" (med Coko)                                                           | 1997 | —                 | 2                 | —                 | 1                 | 2                 | 2                 | 3                 | 1                 | 2                 | 1                 | - ARIA: 2× Platinum - SNEP: Diamond - BPI: Silver          | Big Willie Style & Men in Black: The Album |
| "Just Cruisin'"                                                                     | 1997 | 56                | —                 | —                 | —                 | 83                | 45                | 13                | —                 | 7                 | 23                |                                                            | Big Willie Style & Men in Black: The Album |
| "Gettin' Jiggy wit It"                                                              | 1998 | 1                 | 5                 | 6                 | 6                 | 5                 | 7                 | 5                 | 6                 | 4                 | 3                 | - RIAA: Gold - ARIA: Platinum - BPI: Silver - SNEP: Silver | Big Willie Style                           |
| "Just the Two of Us"                                                                | 1998 | 20                | 6                 | 17                | 27                | 3                 | 46                | —                 | 6                 | 53                | 2                 |                                                            | Big Willie Style                           |
| "Miami"                                                                             | 1998 | 17                | 7                 | 73                | 27                | 3                 | 10                | 10                | 4                 | 5                 | 3                 |                                                            | Big Willie Style                           |
| "Wild Wild West" (med Dru Hill och Kool Moe Dee)                                    | 1999 | 1                 | 4                 | 3                 | 8                 | 9                 | 2                 | 2                 | 2                 | 4                 | 2                 | - RIAA: Gold - ARIA: Gold - BPI: Silver - SNEP: Gold       | Willennium                                 |
| "Will 2K" (med K-Ci)                                                                | 1999 | 25                | 13                | 66                | 3                 | 2                 | 11                | 4                 | 6                 | 16                | 2                 | - ARIA: Gold                                               | Willennium                                 |
| "Freakin' It"                                                                       | 2000 | 99                | 40                | 77                | —                 | 34                | 60                | —                 | —                 | —                 | 15                |                                                            | Willennium                                 |
| "Black Suits Comin' (Nod Ya Head)" (featuring Trā-Knox)                             | 2002 | 77                | 23                | 92                | 18                | *                 | 53                | 3                 | 30                | 10                | 3                 |                                                            | Born to Reign                              |
| "1000 Kisses" (med Jada Pinkett)                                                    | 2002 | —                 | —                 | —                 | —                 | *                 | —                 | —                 | —                 | —                 | —                 |                                                            | Born to Reign                              |
| "Switch"                                                                            | 2005 | 7                 | 4                 | —                 | 1                 | *                 | 3                 | —                 | 3                 | —                 | 4                 | - RIAA: Gold - ARIA: Platinum                              | Lost and Found                             |
| "Party Starter"                                                                     | 2005 | —                 | —                 | —                 | 33                | *                 | 44                | —                 | 35                | —                 | 19                |                                                            | Lost and Found                             |
| "—" betecknar en inspelning som ej har kartlagts eller släppts till ett visst land. |      |                   |                   |                   |                   |                   |                   |                   |                   |                   |                   |                                                            |                                            |

## Filmografi

### TV-framträdanden
| År        | Titel                                           | Roll                                      | Noter                                                  |
| --------- | ----------------------------------------------- | ----------------------------------------- | ------------------------------------------------------ |
| 1990      | Saturday Morning Videos                         | Sig själv                                 | Värd                                                   |
| 1990      | The Earth Day Special                           | Sig själv                                 | TV-special                                             |
| 1990      | ABC Afterschool Special                         | Hawker                                    | "The Perfect Date"                                     |
| 1990      | The Chipmunks: Rockin' Through the Decades      | Sig själv (krediterad som "Fresh Prince") | Värd; dokumentär av Alvin och gänget                   |
| 1990–1996 | Fresh Prince i Bel-Air                          | William "Will" Smith                      | Exekutiv producent                                     |
| 1992      | Blossom                                         | Sig själv                                 | Episod 18: "I'm with the Band"                         |
| 1996      | Martin                                          | Sig själv                                 | Cameoroll Episod 20, av säsong 4: "Where The Party At" |
| 1997      | Happily Ever After: Fairy Tales for Every Child | Pinocchio                                 | Episod 14, av säsong 2                                 |
| 2003–2004 | All of Us                                       | Johnny                                    | 3 episoder Skapare/Exekutiv producent                  |
| 2004      | American Chopper                                | Sig själv                                 | Cameoroll                                              |
| 2009      | Un-broke: What You Need To Know About Money     | Sig själv                                 | TV-special                                             |
| 2012      | 2012 Kids' Choice Awards                        | Sig själv                                 | Värd                                                   |

### Filmer
| År   | Filmtitel                             | Roll                               | Noter |
| ---- | ------------------------------------- | ---------------------------------- | --- |
| 1992 | Where the Day Takes You               | Manny                              | |
| 1993 | Made in America                       | Tea Cake Walters                   | |
| 1993 | Ett oväntat besök                     | Paul                               | |
| 1995 | Bad Boys                              | Detektiv Mike Lowrey               | Nominated —MTV Movie Award for Best On-Screen Duo (shared with Martin Lawrence) |
| 1996 | Independence Day                      | Kapten Steven "Steve" Hiller, USMC | MTV Movie Award for Best Kiss Nominerad—MTV Movie Award for Best Performance Nominerad—Kids' Choice Awards for Favorite Movie Actor Nominerad—Saturn Award for Best Actor Blockbuster Entertainment Award for Favorite Actor - Science Fiction Universe Reader's Choice Award for Best Actor in a Genre Motion Picture |
| 1997 | Men in Black                          | James Darrell Edwards / Agent J    | MTV Movie Award for Best Fight MTV Movie Award for Best Song from a Movie |
| 1998 | Enemy of the State                    | Robert Clayton Dean                | Nominerad—NAACP Image Award for Outstanding Actor in a Motion Picture Nominerad—MTV Movie Award for Best Performance Nominerad—Teen Choice Awards for Choice Movie: Thriller Actor |
| 1999 | Wild Wild West                        | Kapten James "Jim" West            | Golden Raspberry Award for Worst Screen Couple/Ensemble, Golden Razzie for Worst Screen Couple (delad med Kevin Kline) |
| 2000 | Legenden om Bagger Vance              | Bagger Vance                       | Nominerad—NAACP Image Award for Outstanding Actor in a Motion Picture |
| 2001 | Ali                                   | Muhammad Ali                       | MTV Movie Award for Best Performance Nominerad—Oscar för bästa manliga huvudroll Nominerad—Broadcast Film Critics Association Award for Best Actor Nominerad—Golden Globe Award for Best Actor – Motion Picture Drama Nominerad—NAACP Image Award for Outstanding Actor in a Motion Picture |
| 2002 | Men in Black II                       | James Darrell Edwards / Agent J    | BET Award for Best Actor Nominerad—Black Reel Award for Best Actor |
| 2003 | Bad Boys II                           | Detektiv Mike Lowrey               | Nominerad—NAACP Image Award for Outstanding Actor in a Motion Picture |
| 2004 | Jersey Girl                           | Sig själv                          | Cameoroll |
| 2004 | I, Robot                              | Detektiv Del Spooner               | Producent Nominerad—NAACP Image Award for Outstanding Actor in a Motion Picture |
| 2004 | Hajar som hajar                       | Oscar                              | Röstroll |
| 2005 | Hitch - din guide till en lyckad date | Alex "Hitch" Hitchens              | Även producent Nominerad—BET Award for Best Actor Nominerad—Black Movie Award for Best Actor Nominerad—Black Reel Award for Best Actor Nominerad—NAACP Image Award for Outstanding Actor in a Motion Picture |
| 2006 | Jakten på lycka                       | Chris Gardner                      | Även producent Nominerad—Oscar för bästa manliga huvudroll Nominerad—Black Reel Award for Best Actor Nominerad—Broadcast Film Critics Association Award for Best Actor Nominerad—Chicago Film Critics Association Award for Best Actor Nominerad—Golden Globe Award for Best Actor – Motion Picture Drama Nominerad—NAACP Image Award for Outstanding Actor in a Motion Picture Nominerad—Screen Actors Guild Award for Outstanding Performance by a Male Actor in a Leading Role |
| 2007 | I Am Legend                           | Dr. Robert Neville                 | Även producent MTV Movie Award for Best Performance Saturn Award for Best Actor Nominerad—BET Award for Best Actor Nominerad—NAACP Image Award for Outstanding Actor in a Motion Picture Nominerad-Teen Choice Award for Choice Movie Actor: Horror/Thriller |
| 2008 | Hancock                               | John Hancock                       | Även producent Nominerad—Saturn Award for Best Actor |
| 2008 | Seven Pounds                          | Ben Thomas                         | Även producent NAACP Image Award for Outstanding Actor in a Motion Picture |
| 2012 | Men in Black 3                        | James Darrell Edwards / Agent J    | Nominerad—Teen Choice Award for Choice Movie Chemistry (delad med Josh Brolin) |
| 2013 | After Earth                           | Cypher Raige                       | Även manusförfattare och producent |
| 2013 | Anchorman: The Legend Continues       | Reporter                           | Cameo |
| 2014 | Winter's Tale                         | Judge                              | |
| 2015 | Focus                                 | Nicky Spurgeon                     | |
| 2015 | Concussion                            | Dr. Bennet Omalu                   | |
| 2016 | Suicide Squad                         | Deadshot                           | |
| 2016 | Skönheten i allt                      | Howard Inlet                       | |
| 2017 | Bright                                | Scott Ward                         | |
| 2019 | Aladdin                               | Anden                              | |
| 2019 | Spies in Disguise                     | Lance Sterling                     | Röstroll |
| 2019 | Gemini Man                            | Henry Brogan/ Junior               | |
| 2020 | Bad Boys for Life                     | Detektiv Mike Lowrey               | |
| 2021 | King Richard                          | Richard Williams                   | Även producent Oscar för bästa manliga huvudroll Golden Globe Award for Best Actor – Motion Picture Drama BAFTA Award for Best Actor |
| 2024 | Bad Boys: Ride or Die                 | Detektiv Mike Lowrey               | |